# Mitja vida
Mitja vida (títol original: Media vida) és una novel·la de l'escriptora mataronina Care Santos que narra la vida de cinc amigues que es retroben al cap de trenta anys després d'haver seguit camins vitals diferents i marcats pel context social de la Transició a Espanya. La novel·la fou publicada en castellà l'any 2017 per Ediciones Destino del Grupo Planeta. El mateix any, es va publicar en català per Columna Edicions.

## Sinopsi
El primer capítol de la novel·la ens situa en un internat de monges una nit del 1950 on cinc noies adolescents juguen a un joc de proves que acabarà d'una manera abrupta i que marcarà un punt d'inflexió a les seves vides. Trenta anys després sense haver mantingut gairebé cap contacte, es retrobaran en un sopar amb motiu de la celebració del 45è aniversari de les germanes Viñó i serà el moment en què es remouran records d'infantesa i es posaran sobre la taula les vides de cadascuna d'elles, amb camins ben diferents, uns triats i d'altres imposats per la societat espanyola del moment que es troba en plena època de Transició.

## Personatges
La història se centra en la vida de les cinc dones protagonistes:
- Olga Viñó : germana bessona de la Marta, és una persona amb caràcter però amb un comportament conservador i submís amb la seva vida matrimonial. Va deixar els seus estudis de medicina per dedicar-se a la família.[3]
- Marta Viñó: germana bessona de l'Olga. La seva vocació d'escriptora es veurà reconduïda cap al camp de la cuina on tindrà un gran èxit amb la publicació dels seus llibres de receptes. També obre un restaurant on es duu a terme el sopar del retrobament. Té una visió envers la vida i les relacions més relaxada i oberta que la seva germana.[3]
- Lola (o Lolita) Puncel: ha viscut una vida prudent a l'espera de l'amor de la seva vida.[3] Després d'uns anys de felicitat viu un present, tot i que trist per una banda, també esperançador, a l'espera del naixement del seu fill.
- Nina Borràs: dona amb un esperit jove, alliberat i esbojarrat viu la seva vida sense complexes i representa la força de les dones de l'època.
- Júlia Salas: és el personatge que es manté més a l'ombra com a conseqüència de l'episodi d'infància a l'internat. Sabem que és una de les impulsores de la llei del divorci a Espanya i va viure el cop d'Estat del 23 de febrer al Congrés dels Diputats.[3]

## Context històric i social
No és casualitat que l'any de naixement de les cinc protagonistes sigui el 1936, ja que l'autora volia ubicar la novel·la precisament en els anys del franquisme per narrar els rols encara invisibilitzats de les dones del moment. A través de les experiències de les bessones Olga i Marta Viñó, la Lola, la Nina i la Júlia, Care Santos homenatja una generació de dones que van viure la Transició espanyola i van entrar en els primers anys de la democràcia, i els va tocar adaptar-se a la societat del seu temps, molt tradicional i amb rols de gènere molt marcats.
El mateix dia del sopar, el 29 de juliol del 1981, se celebra el casament de Lady Di i el Príncep Carles d'Anglaterra. A més, un dels esdeveniments més rellevants que emmarca la novel·la és la recent aprovació de la llei del divorci a Espanya. Aquest fet va suscitar molta controvèrsia, sobretot per l'oposició de la jerarquia catòlica i de sectors conservadors de la societat. Les protagonistes reflecteixen aquesta polèmica durant el sopar, ja que una d'elles és una diputada del govern que ha contribuït a la redacció de la llei i una altra és una dona a la qual li acaben de demanar el divorci i ho considera intolerable. En aquest punt s'introduiran visions més conservadores de la dona casada amb cinc fills que no treballa i que té totes les comoditats, contraposades a percepcions més liberals de dones que en la seva maduresa estan vivint un alliberament vital.

## Premis
Mitja vida va rebre el Premi Nadal l'any 2017, a la 73a edició dels guardons. L'autora va presentar la novel·la als premis sota el pseudònim Julia Salas i amb el títol El juego de las prendas, com a referència a una de les protagonistes i al joc que marca l'inici de la novel·la.